# Silla del Caballo Cimero
La Silla del Caballo Cimero es una montaña situada en el macizo oriental de los Picos de Europa o de Ándara, en el Principado de Asturias, España. Tiene una altitud de 2436 metros.
- Datos: Q6128366